# KF Trepça’89
Der KF Trepça’89 (albanisch Klubi Futbollistik Trepça’89, zuvor KF Rudar oder albanisch KF Minatori) ist ein Fußballverein mit Sitz in Mitrovica, Kosovo.

## Geschichte
Der Verein spielte bis auf die Saison 2009/10 immer in der höchsten Liga des Kosovo, der  Superliga. In der Spielzeit 2011/12 gewann Trepça außerdem den Kosovocup.
In der Saison 2016/17 gewann KF Trepça’89 zum ersten Mal die Superliga.
Das Stadium Riza Lushta, die Spielstätte des Vereins, wurde am 3. Januar 2015 durch einen Brand schwer beschädigt. Das Feuer hatte den mittleren Teil der Haupttribüne komplett zerstört. In der Saison 2020/21 stieg man als 8. der Liga in die 2. Liga ab. Doch man schaffte den sofortigen Wiederaufstieg, aber ein Jahr später müssen sie schon wieder in die 2. Liga absteigen.

## Europapokalbilanz
| Saison  | Wettbewerb            | Runde                  | Gegner        | Gesamt | Hin     | Rück    |
| ------- | --------------------- | ---------------------- | ------------- | ------ | ------- | ------- |
| 2017/18 | UEFA Champions League | 1. Qualifikationsrunde | Víkingur Gøta | 2:6    | 1:2 (A) | 1:4 (H) |

Gesamtbilanz: 2 Spiele, 2 Niederlagen, 2:6 Tore (Tordifferenz −4)